# Nová Hospoda (Vrchbělá)
Nová Hospoda (německojazyčně Neuschänke či Neuschanke případně Neuschänka i Neuschaenke a Neuschaenka, případně českojazyčně N. Hospoda a po rozvalení většiny osady až na hájovnu N. Hospoda rozv. nebo po ztrátě povědomí, že šlo o osadu, Nová hospoda) je zaniklá osada či skupina chalup na pomezí okresů Mladá Boleslav (dříve bývalý okres Mnichovo Hradiště) a Česká Lípa, v jižní části bývalého vojenského prostoru Ralsko, kvůli jehož založení zanikla. Ležela asi 6 km na jihozápad od Kuřívod a asi 6 km na severozápad od Bělé pod Bezdězem. Byla správně podřízena tehdejší obci Vrchbělá, část osady však patřila do obvodu obce Bezděz. Území bylo totiž pomezí katastrálních území Vrchbělá a Bezděz, současné rozdělení těchto pozemků se nezměnilo a jsou taktéž na pomezí Vrchbělé a Bezdězu.

## Popis a historie

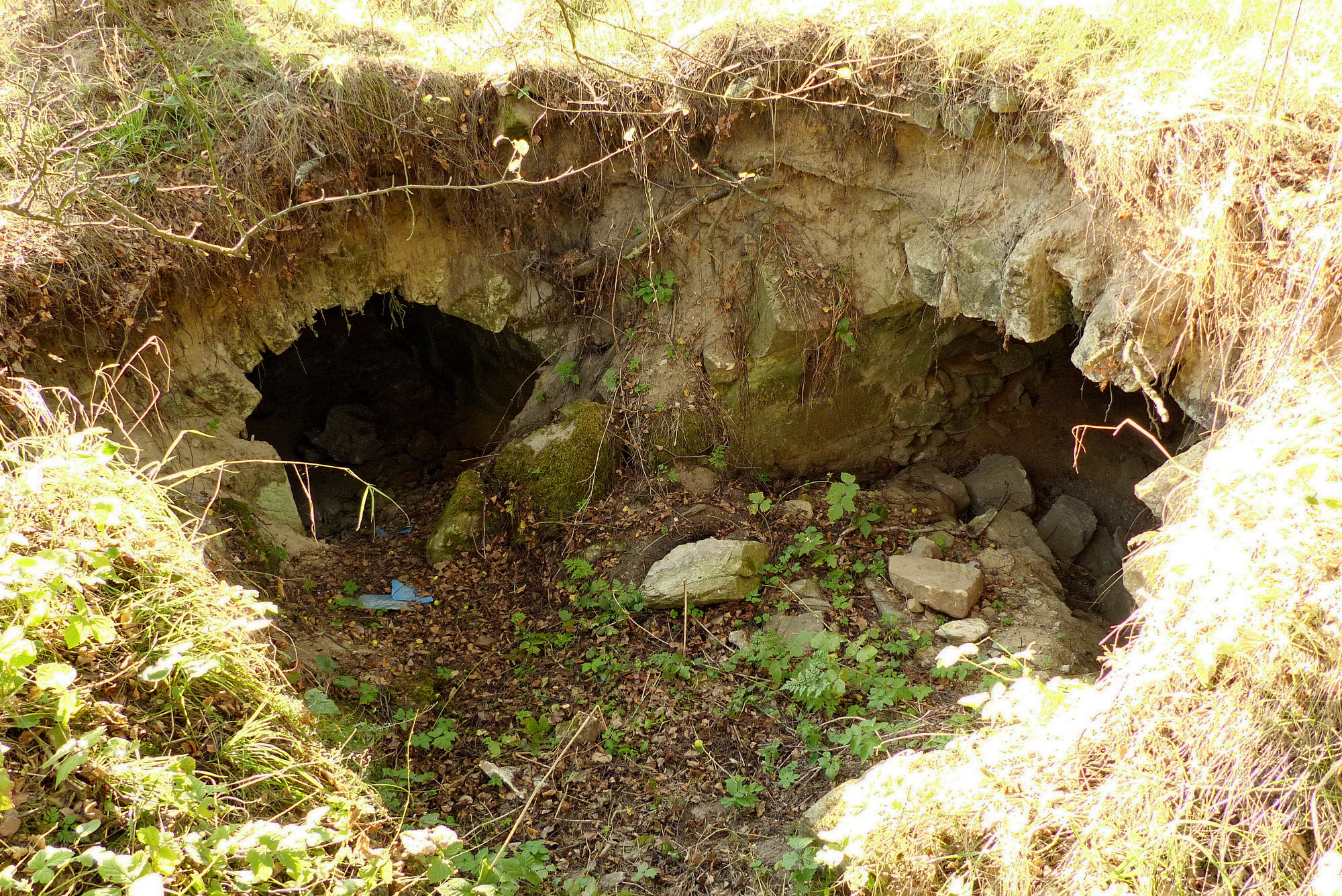
Sklepy v bývalé Nové Hospodě

V roce 1890 zde bylo 6 domů a 28 obyvatel, v roce 1936 již jen 3 domy a 12 obyvatel.
Poštu, telegraf a četnickou stanici měli obyvatelé osady v Bělé pod Bezdězem (9,2 km). Tam byla i železniční stanice, ale bližší byla v Bezdězu (5,5 km).